# Inmigración maldiva en los Estados Unidos

Bandera de Maldivas

Los estadounidenses de Maldivas son estadounidenses cuyos orígenes étnicos se encuentran total o parcialmente en cualquier parte de las Islas Maldivas.

## Población
Según la Oficina del Censo de Estados Unidos, en 2000 había 51 maldivos y personas de ascendencia maldiva en los Estados Unidos. En 2010, la población de maldivos en los Estados Unidos aumentó a 127 personas.

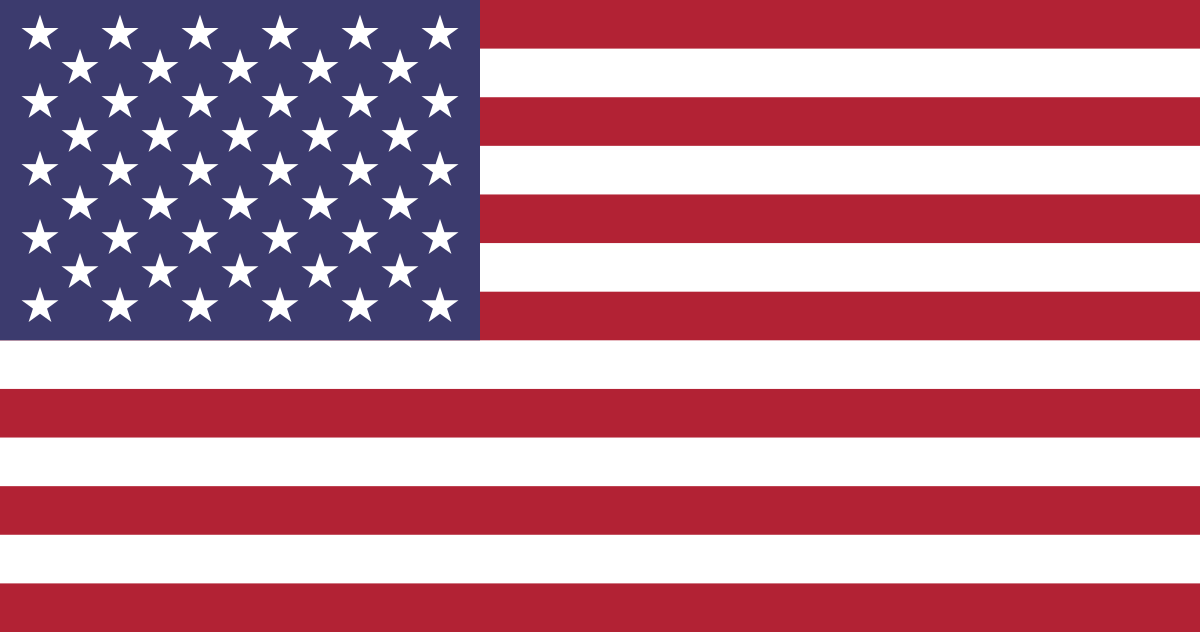
Bandera de los Estados Unidos